# Europa (Schiff, 1899)
Der Geschützte Kreuzer Europa war einer von acht Kreuzern der Diadem-Klasse der britischen Royal Navy. Sie brachte anfangs sehr unbefriedigende Leistungen. Sie war aber das einzige Schiff der Klasse, das während des Ersten Weltkrieges durchgehend im aktiven Dienst blieb, wenn auch als die meiste Zeit als ein Büro-Flaggschiff vor der türkischen Küste.

## Lebenslauf
Die Europa gehörte zur ersten Serie der Diadem-Klasse und von der Werft J.& G. Thompson in Clydebank unter der BauN°293 fertiggestellt. Sie war eines der ersten Schiffe der Royal Navy, das mit einer Funkanlage in Dienst kam. 1900 führte sie eine Fahrt mit Ablösungsmannschaften nach Australien durch. Sie war das bis dahin größte Kriegsschiff in den australischen Gewässern. Die Reise bis Sydney dauerte wegen des hohen Kohlenverbrauchs 88 Tage, weil acht Häfen angelaufen werden mussten und an 30 Tagen Kohlen übernommen wurden.
Ende 1903 wurde sie nach Ostasien im Zuge der Russisch-Japanischen Spannungen entsandt.
Eine zweite Reise der Europa mit Ersatz für die Australia Station zusammen mit der alten Edgar war erfolgreicher. Am 6. September 1907 in Portsmouth ausgelaufen, erreichten die beiden Kreuzer 1. Klasse am 3. Oktober Colombo, wo das Flaggschiff der Australia Station, Powerful, und die Cambrian den Ersatz übernahmen und Marineangehörige mit abgeleisteter Stationsdienstzeit zur Heimreise entließen.

### Kriegseinsatz
Nur drei Schiffe der Diadem-Klasse kamen bei Kriegsausbruch wieder in den aktiven Dienst; die großen Schiffe waren zu personalaufwendig und zu wenig kampfkräftig, um sinnvoll eingesetzt zu werden. Die Europa, Argonaut und Amphitrite kamen zum 9. Kreuzergeschwader, das als Cruiser Force I den östlichen Nordatlantik etwa der Nordwestecke Spaniens bei Cap Finisterre bis zu den Azoren und Madeira überwachen sollte. Basis des Geschwaders sollte Gibraltar werden. Am 4. August 1914 lief der als Geschwaderchef wieder aktivierte Konteradmiral John de Robeck mit den kleineren Kreuzern Vindictive als Geschwaderflaggschiff und Highflyer aus Plymouth aus. Schon auf dem Anmarsch brachten diese etliche deutsche Schiffe auf. Die ebenfalls der Diadem-Klasse angehörige Argonaut und Challenger folgten als nächste Kreuzer, dann noch Europa (wieder im Dienst seit 1. August 1914) mit dem Schwesterschiff Amphitrite. Noch im August wurde die Minerva vom 11. Kreuzergeschwader nach Gibraltar abgegeben.
Im November wurde die Europa jetzt de Robeck´s Flaggschiff auf der Finisterre Station bis zum Februar 1915. Admiral de Robeck wurde im Frühjahr dem Oberkommandierenden der Mittelmeerflotte als Stellvertreter zugeteilt und sollte den Vorstoß durch die Dardanellen vorbereiten. Sein ehemaliges Flaggschiff Europa wurde im Juni 1915 in den Einsatzraum geschickt. Der die Landungen auf Gallipoli leitende Admiral Wemyss forderte einen alten Kreuzer als Depotschiff für die leichten Transportschiffe an. Die Admiralität entsandte die große Europa, deren Maschinenanlage bald zur Überholung anstand, aber die zu erwartenden Bewegungen bewältigen würde. Dazu verfügte sie über eine moderne Funkanlage, die dort bestehende Probleme beseitigen würde. Die Europa gab auf dem Weg in Gibraltar noch einen Teil der Besatzung an aktive Schiffe ab und reduzierte vor Ort dann noch ihr Maschinenpersonal. Sie blieb dann bis zum Ende des Krieges mit der Türkei in Mudros als Arbeitsschiff für die Stäbe.

### Ende derEuropa
Das Schiff überstand den Krieg und wurde am 15. September 1920 an C.F. Bletto, Malta, verkauft. Sie sollte in ein Auswandererschiff umgebaut werden, was in Genua erfolgen sollte. Auf dem Weg dorthin sank die Europa bei Sturm im Januar 1921 vor der korsischen Küste. Sie wurde wieder gehoben, dann aber in Genua nur noch abgebrochen.